# Monika Niehaus
Monika Niehaus (auch als Monika Niehaus-Osterloh; geboren 1951 in Hinsbeck, Nordrhein-Westfalen) ist eine deutsche Schriftstellerin und Biologin.

## Leben
Niehaus studierte Biologie mit Schwerpunkt Neurophysiologie und Biophysik an der Heinrich-Heine-Universität in Düsseldorf, wo sie 1979 mit einer Promotion über Luftströmungsperzeption bei fliegenden Tagschmetterlingen abschloss. Seither ist sie freie Schriftstellerin und Übersetzerin naturwissenschaftlicher Lehr- und Fachbücher aus dem Englischen.
Als Autorin schreibt sie Sachbücher (darunter zusammen mit Udo Pollmer eine Reihe von Büchern über Falschinformationen in den Bereichen Ernährung und Gesundheit, eine Reihe von Studienheften für das Fernstudium Biologie beim Springer Verlag und zuletzt zwei Bücher über ungewöhnliche psychische Syndrome bei Hirzel) und Romane und Kurzgeschichten mit Schwerpunkt Science-Fiction. Ihre erste Kurzgeschichte Heimweh nach Tau Ceti wurde 1984 mit dem Robert-Sheckley-Preis des Bastei-Verlags ausgezeichnet. Niehaus ist Mitglied der Autorengruppe „Phantastischer Oberrhein“.
Von 2001 bis 2008 schrieb sie über ein Dutzend populärwissenschaftliche Beiträge für das Perry Rhodan-Journal, eine Beilage der Heftromanserie Perry Rhodan. Seit vielen Jahren ist sie ehrenamtliche Jurorin für Biologie beim Wettbewerb  Jugend forscht in Düsseldorf.
Niehaus ist verheiratet und hat zwei Söhne.
Die Schauspielerin Ruth Niehaus war die Schwester ihres Vaters, Dr. Helmut Niehaus, und der Bestsellerautor Ivar Lissner war ihr Onkel. Joseph Beuys war ihr Patenonkel.

## Auszeichnungen
- 2021: Christoph-Martin-Wieland-Übersetzerpreis für die Übersetzung von Philip Ordings 99 Variationen eines Beweises. Spielarten der Mathematik (zusammen mit Bernd Schuh)[1]

## Bibliografie
Romane
- Die Mission der Päpstin Johanna. Science-Fiction-Roman. Katzmarz und Fieberg, Bonn 1990, ISBN 3-926829-14-1.
- Spiel des Affen : Thriller. Bastei-Lübbe-Taschenbuch #14160, 1998, ISBN 3-404-14160-1.
- Mangrovia : Abenteuer im Wilden Wald. Science-Fiction-Roman für Jugendliche. Schillinger Verlag, Freiburg im Breisgau 2017, ISBN 978-3-89155-399-2.

Sammlungen
- Heimweh nach Tau Ceti : short stories. Mit einem Nachwort von Jörg Weigand. Romneya-Verlag Wink, Dossenheim 2006, ISBN 3-934502-06-7.

Kurzgeschichten
- Heimweh nach Tau Ceti im Sternbild Wal (1984)
- Von Menschen und Ratten (1988)
- Yinx sind rachsüchtig (1989)
- Krötengespinste (1993)
- Der Chicxulub-Komet (2000)
- Eine Art von Unsterblichkeit (2002)
- Sammler unter sich (2008)
- Eine Verkettung unglücklicher Umstände (2010)
- Der Drachenhüter (2012)
- Das Umama Fisi (2013)
- Jenseits der Sterne (2017)
- Ein halbes Dutzend Eier (2017)
- Das Gastmahl (2017)
- Ein Auge für Details (2017)
- Drei kurze Grotesken (2018)
- Keine Wassermänner auf Aquarios (2018)

Sachliteratur
- Luftströmungsperzeption bei fliegenden Tagschmetterlingen : Unters. zur Struktur und Funktion der Antennen des Kleinen Fuchses (Aglais urticae L.). Dissertation Universität Düsseldorf 1980.
- mit Udo Pollmer: Food-Design : Panschen erlaubt ; wie unsere Nahrung ihre Unschuld verliert. Hirzel, Stuttgart 2007, ISBN 978-3-7776-1447-2.
- mit Udo Pollmer: Wer gesund isst, stirbt früher : Tatsachen und Trugschlüsse über unser Essen. BLV, München 2008, ISBN 978-3-8354-0312-3.
- mit Udo Pollmer: Wer gesund lebt, ist selber schuld : was uns die Gesundheitsapostel verschweigen. BLV, München 2010, ISBN 978-3-8354-0651-3.
- mit Andrea Fock, Jutta Muth und Udo Pollmer: Opium fürs Volk : natürliche Drogen in unserem Essen. Rororo #62635. Rowohlt-Taschenbuch-Verlag, Reinbek bei Hamburg 2010, ISBN 978-3-499-62635-7.
- mit Andrea Pfuhl: Die Psycho-Trojaner : wie Parasiten uns steuern. Hirzel, Stuttgart 2016, ISBN 978-3-7776-2622-2.
- Fortpflanzung der Tiere. Springer, Berlin 2017, ISBN 978-3-662-55274-2.
- Toxikologie. Springer, Berlin 2018, ISBN 978-3-662-55264-3.
- Sensorik und Motorik. Springer, Berlin 2018, ISBN 978-3-662-55131-8.
- Pathophysiologie Teil 1. Springer, Berlin 2018, ISBN 978-3-662-55166-0.
- Pathophysiologie Teil 2. Springer, Berlin 2018, ISBN 978-3-662-55168-4.
- Nervensysteme und ihre Bausteine. Springer, Berlin 2018, ISBN 978-3-662-55278-0.
- Entwicklung der Tiere. Springer, Berlin 2018, ISBN 978-3-662-55276-6.
- Die Frau, die ihren Mann für einen Doppelgänger hielt : wenn das Gehirn verrückt spielt: 36 seltene und ungewöhnliche psychische Syndrome. Hirzel, Stuttgart 2018, ISBN 978-3-7776-2743-4.
- Der Nobelpreisträger, der im Wald einen höflichen Waschbär traf : wenn das Gehirn verrückt spielt: 30 seltene und ungewöhnliche psychische Syndrome. Hirzel, Stuttgart 2019, ISBN 978-3-7776-2799-1.